# مونيكا خانا
مونيكا خانا (بالإنجليزية: Monica Khanna)‏ هي عارضة وممثلة هندية، ولدت في 7 أغسطس 1986.

## وصلات خارجية
- مونيكا خانا على موقع IMDb (الإنجليزية)